# Municipio de Waverly (Misuri)
El municipio de Waverly (en inglés: Waverly Township) es un municipio ubicado en el condado de Lincoln en el estado estadounidense de Misuri. En el año 2010 tenía una población de 412 habitantes y una densidad poblacional de 4,14 personas por km².

## Geografía
El municipio de Waverly se encuentra ubicado en las coordenadas 39°11′12″N 91°8′6″O / 39.18667, -91.13500. Según la Oficina del Censo de los Estados Unidos, el municipio tiene una superficie total de 99.62 km², de la cual 98,68 km² corresponden a tierra firme y (0,94 %) 0,93 km² es agua.

## Demografía
Según el censo de 2010, había 412 personas residiendo en el municipio de Waverly. La densidad de población era de 4,14 hab./km². De los 412 habitantes, el municipio de Waverly estaba compuesto por el 98,06 % blancos, el 0,24 % eran afroamericanos, el 0,24 % eran amerindios, el 0,24 % eran de otras razas y el 1,21 % eran de una mezcla de razas. Del total de la población el 0,49 % eran hispanos o latinos de cualquier raza.